# Шан (штат)
Шан (бірм. ရှမ်းပြည် န ယ, шан. မိုင်း တႆး) — штат (національний округ) М'янми (з адміністративним центром Таунджи), де проживає однойменна народність шани. Штат ділиться на 55 повітів (районів) та Самоврядна область Ва (з 55 повітів 6 входить до Ва). Населення — 5 315 503 чоловік. Щільність населення — 34,12 чол./км².
На території Шана, населення якого веде багаторічну боротьбу за національну автономію, існує невизнана держава Шан. Збройна боротьба фінансується на кошти, одержувані від оптового продажу високоякісного опіуму, виробленого з опіумного маку, який складає основу місцевого товарного землеробства. Шани називають опіум «чорними ліками», повсюдно використовуючи його для самолікування.
В кінці 1980-х — початку 1990-х років центральний уряд М'янми уклав низку угод про перемир'я з представниками шанського повстанського руху — Північної і Південної Арміями Шанської Держави (а також монсько-тайською армією (МТА), Об'єднаної армією ва і іншими). За деякими відомостями, однією з умов припинення збройного опору владі була негласна домовленість про можливість легалізації доходів від наркобізнесу.
Столицею штату проголошено місто Таунджи з населенням понад 200 тисяч осіб. Воно лежить на висоті 1400 м над рівнем моря. Проте шани не є основним населенням міста, окрім них у місті мешкають представники інших народів — інта, пао, бірманці, китайці, індуси.

## Історія
Шани домінували в Бірмі з XIII по XVI століття як правителі держав Ава, Сікайн і Пінья. Пізніше, в XIX столітті вони розсипалися по різних землях і втратили єдину державність. Під час англійської колонізації Бірми шани володіли місцевим самоврядуванням, дрібні феодальні володіння управлялися правителями (саофа під заступництвом англійців. В 1922 році багато дрібних держав шанів і держава Ва об'єдналися в Шанську Федерацію.

### Колоніальний період
У колоніальний період англійці зробили з невеличкого села Таунджі столицю Південних Шанських держав. З 1894 року місто почало активно розвиватися та розростатися. У зв'язку з цим, а також через здоровіший клімат та вигідніше стратегічне положення англійці перемістили сюди адміністративний центр із Маїн Таук (Форт Стедмана), що знаходився на східному березі озера Інле. В 1906 році в Таунджі вже нараховувалось тисяча будинків.
Шани ніколи не мирилися із колонізаторами, а тому в регіоні час від часу виникали заворушення. Для підтримки порядку англійці розмістили в Таунджі головний воєнно-поліцейський гарнізон.
12 лютого 1947 року за Панглонгською угодою держави Шан, Качин і Чин отримували автономію.

### Під владою «Золотого трикутника»

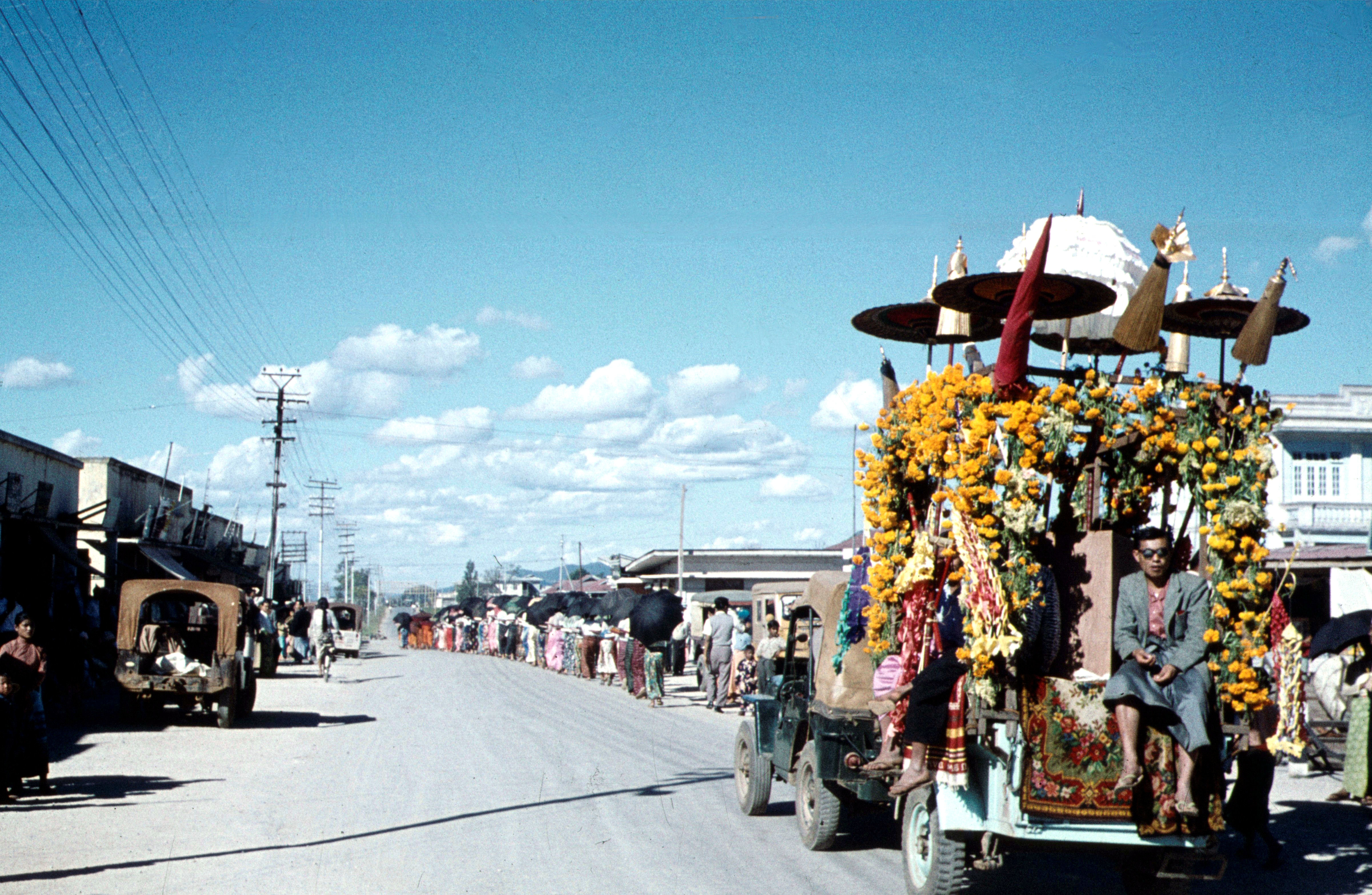
Столиця регiону у 1960-х

Перебуваючи в складі М'янми, Шан фактично перебував під владою «Золотого трикутника» — наркокартелю, вплив якого поширювався на територію північного Таїланду, західний Лаос і північний схід М'янми. Для забезпечення безпеки діяльності злочинного угрупування було задіяно майже 50 тисяч чоловік. Головою цієї армії був напівкитаєць, напівшан Чжан Шифу, більше відомий як Кун Са. Саме він запропонував шанам забезпечувати свої визвольні змагання за рахунок виробництва і продажу наркотиків.
Керівники «Золотого трикутника» розробили нові схеми транзиту через Шрі-Ланку, Індію, Бангладеш, а також через Таїланд і Камбоджу, чим суттєво розширили ринок збуту. Проте в 1996 році, після вдалих воєнних операцій армії М'янми, Кун Са був змушений здати найближчих соратників і втекти.

### Боротьба за незалежність
Шанські старійшини двічі за домовленістю зі спадковим шанським принцом Ніянг-Ше (Яунхе) проголошували незалежність Федерації Шанських Держав — в 1994 та 2005 роках. Проте реальної сили держава набула в 1996 році після зради Кун Са. Коли його грізна армія Монг-Тай розвалилась на дрібні банди, новий лідер шанів полковник Йод Сук заявив, що тепер вони вернулись до справжніх витоків боротьби — за незалежність своїх територій.

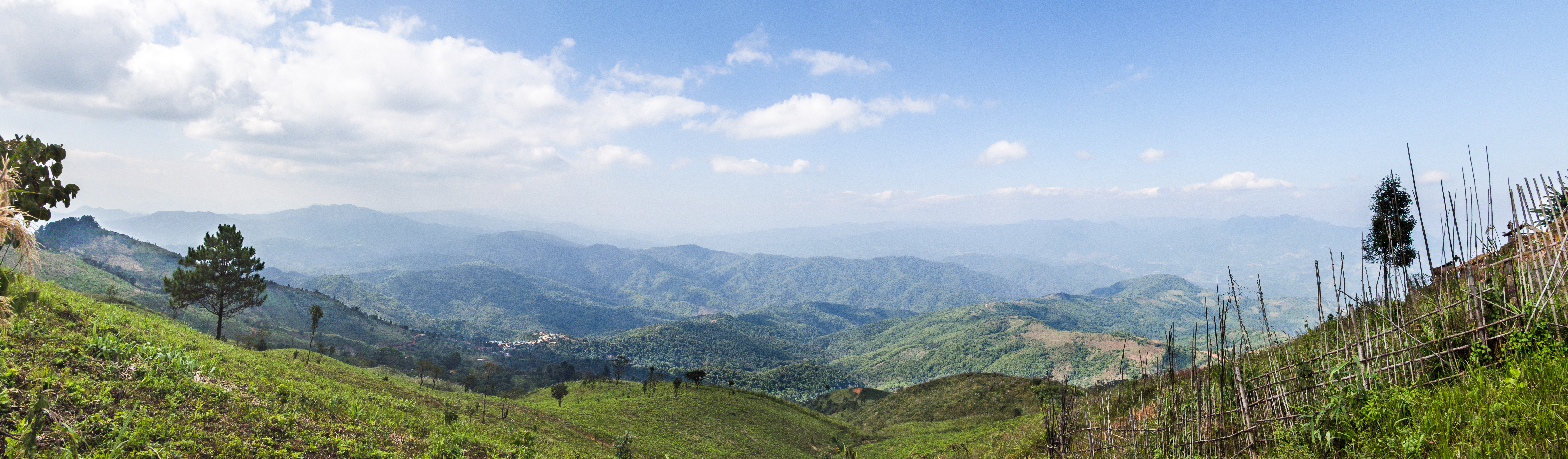
У штаті переважа гірський рельєф

За кілька років до них приєдналося близько 15 тисяч чоловік. Армія Шану поповнюється переважно за рахунок населення сіл, особливо тих, де проводилися етнічні чистки армією М'янми. Армія Шану під командуванням Йода Сука також відома як Армія держави Шан — Південна (Shan State Army-South). Крім неї існує також Армія держави Шан — Північна (Shan State Army-North) чисельністю 4 тисячі чоловік. Це збройне формування підписало договір про перемир'я з військовою хунтою М'янми, який не поширюється на Південну армію. Також існує Східна армія Шан (ESSA), яка на відміну від північної та південної не була частиною Монг-Таї. Вона також підписала перемир'я з військовою хунтою М'янми строком на 20 років.
У квітні 2005 року війська Державної ради миру і розвитку (офіційна назва правлячої військової хунти) і армія держави Ва провели спільну операцію проти шанських повстанців. В результаті була обстріляна їх штаб-квартира. Всього з лютого по квітень було заарештовано щонайменше десяток шанських політиків, серед яких лідер Ліги за демократію шанських народностей Кхун Хтун У і 82-річний активіст Шве Охн.
В результаті дій хунти в квітні 2005 року друга за чисельністю Національна армія держави Шан (Shan State National Army) була змушена залишити свої бази в північній частині Шану.
21 травня 2005 року лідери Армії держави Шан — Південної (SSA-S) і Національної армії держави Шан (SSNA) Йод Сук і Сай Йі на спільній прес-конференції поблизу кордону Таїланду оголосили про об'єднання в боротьбі проти військової хунти за незалежність Шану.
24 грудня 2008 року для вирішення життєво важливих питань найбільшої етнічної провінції було створено Конгрес держави Шан, до складу якого увійшло сім чоловік

## Уряд
Згідно з конституцією М'янми 1974 року країна була федерацією штатів (національних округів) і провінцій (адміністративних округів). Хунта, яка прийшла в 1989 році до влади в М'янмі оголосила про централізацію країни.
В 1994 і 2005 роках за домовленістю зі спадковим Шанським принцом Ніянга-Ше (Яунхе) у вигнанні Зі Хан Па (Сурханпа) Шанські старійшини проголошували незалежність Федерації Шанських Держав.

## Адміністративний поділ
Штат складається з трьох регіонів, які поділені на 11 округів. Округи діляться на 55 районів.

### Регіони
- Східний Шан (East Shan State)
- Північний Шан (North Shan State)
- Південний Шан (South Shan State)

### Округи
Східний Шан
1. Чжантун (бірм. ကျိုင်းတုံ)
2. Монпхо (Mong Hpyak)
3. Монсха (Mong Hsat)
4. Тачхілуа (бірм. တာချီလိတ်)

Північний Шан
1. Кунлонг (Kunlong)
2. Чхоме (Kyaukme)
3. Лаукайн (бірм. လောက် ကိုင်)
4. Лашо (бірм. လားရှိုး)
5. Мусхе (бірм. မူစယ်)

Південний Шан
1. Лоілен (Loilen)
2. Таунджи (бірм. တောင်ကြီး)

### Райони[3]
Східний Шан
1. Чжантун (Kengtung)
2. Матман (Matman)
3. Монкхе (Mongkhet)
4. Монпхьа (Monghpyak)
5. Монсха (Monghsat)
6. Монлам (Mongla)
7. Монпін (Mongping)
8. Монтон (Mongton)
9. Монйан (Mongyang)
10. Монйон (Mongyawng)
11. Тачхілуа (Tachileik)

Північний Шан
1. Кончжан (Konkyan)
2. Кунлон (Kunlong)
3. Куткай (Kutkai)
4. Чжауме (Kyuakme)
5. Лаукайн (Laukkaing)
6. Лашо (Lashio)
7. Мабеїн (Mabein)
8. Мантон (Manton)
9. Монмао (Mongmao)
10. Монмі (Mongmit)
11. Монйай (Mongyai)
12. Мусхе (Muse)
13. Нанпхан (Namphan)
14. Нансхан (Namhsan)
15. Намту (Namtu)
16. Нанкан (Nanhkan)
17. Нончжо (Nawnghkio)
18. Пануаун (Pangwaun)
19. Пансан (Pangsang)
20. Танйан (Tangyan)
21. Хопан (Hopang)
22. Схені (Hseni)
23. Схіп (Hsipaw)

Південний Шан
1. Йуанан (Ywangan)
2. Кало (Kalaw)
3. Чжеті (Kyethi)
4. Кунхін (Kunhing)
5. Лайкха (Laihka)
6. Ланкхо (Langkho)
7. Лосо (Lawksawk)
8. Лойлен (Loilen)
9. Момаї (Mawkmai)
10. Монкаун (Mongkaung)
11. Моннай (Mongnai)
12. Монпан (Mongpan)
13. Монсху (Monghsu)
14. Нансан (Nansang)
15. Ньаунсхуе (Nyaungshwe)
16. Пекон (Pekon)
17. Піндайа (Pindaya)
18. Пінлаун (Pinlaung)
19. Таункьї (Taunggyi)
20. Хопон (Hopong)
21. Схісхен (Hsihseng)

## Населення

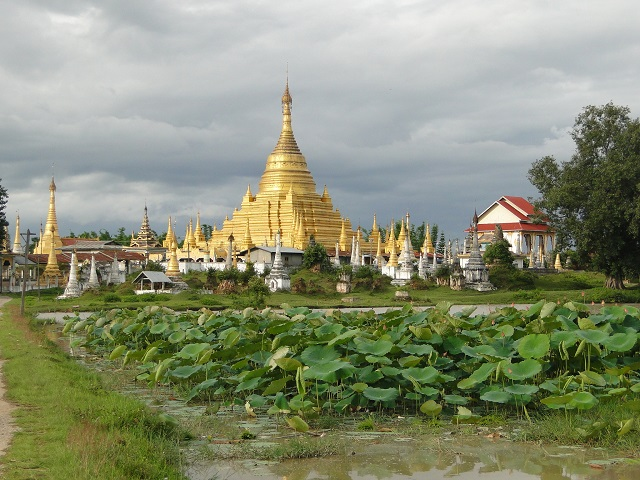
Переважне населення штату — будисти

Основу населення країни складають шани — народність Південно-Східної Азії, споріднена з етнічною групою лао. Окрім Шану, представники народності заселяють також прилеглі території Китаю, Таїланду і Лаосу. Мова шанів відноситься до тай-кадайських мов.
Етнічна спільнота шанів складається з 7 племен, загальною чисельністю більше 3 мільйонів чоловік. Більшість шанів сповідує буддизм. У домашньому господарстві селяни вирощують рис і тропічні фрукти, розводять курчат і свиней.